# Прича које нема
„Прича које нема” (словен. Zgodba ki je ni) је југословенски и словеначки драмски филм први пут приказан 2. фебруара 1967. године. Режирао га је Матјаж Клопчич који је заједно са Андреј Хиенгом написао и сценарио.

## Улоге
| Глумац           | Улога       |
| ---------------- | ----------- |
| Лојзе Розман     | Вук         |
| Милена Дравић    | Учитељица   |
| Снежана Никшић   | Певка       |
| Станислава Пешић |             |
| Полде Бибич      | Китарист    |
| Мирко Богатај    | Пианист     |
| Винко Храстељ    | Бобнар      |
| Тоне Слодњак     | Саксофонист |
| Даре Улага       | Басист      |
| Стане Север      | Пијани      |
| Петре Прличко    | Циган       |
| Елвира Краљ      |             |
| Анчка Левар      |             |
| Макс Бајц        |             |
| Бранко Миклавц   |             |
| Јоже Зупан       | Сила        |
| Данило Безлај    |             |
| Јулиј Густин     |             |
| Марјан Хластец   |             |
| Света Јовановић  |             |

Остале улоге  ▼
| Глумац          | Улога              |
| --------------- | ------------------ |
| Лидија Козлович |                    |
| Фрањо Кумер     |                    |
| Лојзе Лоцина    |                    |
| Вера Пер        |                    |
| Франц Пресетник |                    |
| Метка Путглеј   |                    |
| Али Ранер       |                    |
| Душан Скедл     |                    |
| Борис Каваца    |                    |
| Лучка Дролц     |                    |
| Теја Глажар     |                    |
| Јанез Хочевар   |                    |
| Бране Иванц     | (као Бранко Иванц) |
| Радко Полич     |                    |
| Даре Валич      |                    |
| Анка Зупанц     |                    |
| Ерика Железник  |                    |